# 엘자 룅기니
엘자 룅기니(Elsa Lunghini, 1973년 5월 20일~ )는 프랑스의 가수, 배우이다. 그녀는 작곡가인 아버지 조르주 룅기니와 함께 1987년에 "Quelque Chose Dans Mon Coeur"(내 맘 속에 그 어떤 것, 내 마음에 변화가 생겼어요)가 인기를 얻으면서 널리 알려졌다. 또한, 이 곡에 앞서 1986년에는 영화 《La Femme De Ma Vie》(내 인생의 여인) 에 출연했으며, 주제가인 "T'en Vas Pas"(떠나지 마세요) 가 1300만 장이나 팔리는 인기로 8주 동안 프랑스 차트 정상에 올라 화제를 모았다. 1988년에 데뷔앨범 《Elsa》를 공개하여 글렌 메데이로스와 함께 부른 "Un Roman D'Amitie"(우정 이야기) 가 인기를 얻었으며, 1990년에는 두 번째 앨범 《Rien Que Pour Ça...》를 발표하여 "Faudrait Pas Croire"와  "Je S'Rai La" 등이 인기를 얻었다. 1992년 가을에 그녀는 세 번째 앨범 《Douce Violence》를 발표하였다. 기존의 프렌치 팝 풍의 음악에서 탈피하여 재즈, 블루스를 포용한 이 앨범은 "Bouscule-Moi"와 재즈적인 "Supplice Chinois"(잔혹한 형벌) 이 인기를 얻었다. 또한 그녀는 3집의 홍보 차 93년 2월 내한하여 기자회견 및 팬 사인회 외에 여러 방송 출연을 하기도 했다. 뒤이어 96년에는 포크 풍의 네 번째 앨범 《Chaque Jour Est Un Long Chemin》을 발표하였다. 그녀는 같은 해 11월, 내한하여 KBS 2TV 가요톱텐에 출연하여 4집 음반의 타이틀 곡을 부르기도 했다. 97년에는 세종문화회관에서 첫 내한공연을 열었으며, 베스트 앨범인 《Elsa, L'Essentiel (1986-1993)》을 출시하였다. 2000년대 초반 소속사를 옮긴 후, 예전만큼 활발한 활동은 보여주지 않아 팬들의 아쉬움을 사고 있다. 당시 애인이었던 프랑스 축구 국가대표 수비수 빅상트 리자라쥐의 응원 차 2002년 한일 월드컵 때 한국을 방문하였다.
엄청나게 빼어난 목소리로 인해 단숨에 스타덤에 올랐으나 20대 이후부터 목소리가 점점 걸걸해지면서 인기를 잃기 시작했다.

## 사생활
프랑스의 배우 에바 그린과 사촌 관계이다. 1994년 독일 가수 페터 크뢰너 사이에서 태어난 킥복싱 선수 출신의 아들이 있다.
1999 - 2006년 축구 선수 빅상트 리자라쥐와 교제를 끝내고 2013년 무대 장치가 오렐리앙 슈발과 결혼하여 사진 촬영에 흥미를 보이고 있다.
세 번째 앨범 《Douce Violence》 발표 직후 독일인 뮤지션과의 사이에서 아들을 출산했다. 그 아들은 현재 킥복싱 선수로 활동하고 있다.

## 음반 목록

### 정규
- 1988 : Elsa
- 1990 : Rien Que Pour Ça...
- 1992 : Douce Violence
- 1996 : Chaque Jour Est Un Long Chemin
- 1997 : Elsa, L'Essentiel (1986-1993)
- 2004 : De Lave Et De Sève
- 2006 : Connexion Live
- 2008 : Elsa Lunghini